# Pirna
Pirna (Tysk: [ˈpɪʁna] ( lyt) ; Øvresorbisk: Pěrno; Slavisk udtale: [pʲer'no ]) er en by i Sachsen, Tyskland og hovedstad i Landkreis Sächsische Schweiz-Osterzgebirge. Byen har en befolkning på over 37.000 mennesker. Pirna ligger nær Dresden og er en vigtig distriktsby samt en Große Kreisstadt.

## Geografi
Pirna ligger i nærheden af Elbsandsteingebirge i den øvre Elbdal, hvor to nærliggende bifloder, Wesenitz fra nord og Gottleuba fra syd, løber ud i Elben. Det kaldes også "porten til det saksiske Schweiz" (tysk: Tor zur Sächsischen Schweiz). Det saksiske vinområde (tysk: Sächsische Weinstraße), som blev etableret i 1992, strækker sig fra Pirna via Pillnitz, Dresden og Meissen til Diesbar-Seußlitz.

### Nabokommuner
Pirna ligger sydøst for Dresden. Nabokommuner er Bad Gottleuba-Berggießhübel (by), Bahretal, Dohma, Dohna (by), Dürrröhrsdorf-Dittersbach, Heidenau (by), Königstein (by), Lohmen, Stadt Wehlen (by) og Struppen.

### Middelalderen
Med erobringen af de slaviske samfund og Henrik Fuglefængers grundlæggelse af slottet Meissen i 929, blev bosættelsen i Pirna-området verificerbar. Slottet i Pirna, som blev nævnt første gang i 1269, eksisterede sandsynligvis allerede i det 11. århundrede. I forbindelse med den anden østtyske kolonisation blev byen grundlagt af Henrik 3. markgreve af Meissen.
Gaderne er justeret fra øst til vest og nord til syd og danner et skakbrætlignende system. Kun gaderne øst for kirken er ikke tilpasset i denne form, forårsaget af det nærliggende Burgberg. I 1233 blev Pirna nævnt officielt for første gang i et dokument. I 1293 erhvervede kong Wenceslaus 2. af Bøhmen både by og slot fra biskoppen af Meissen. Derfor tilhørte Pirna Bøhmen indtil 1405.
Med reformationens indførelse i Sachsen i 1539 blev Anton Lauterbach, en ven af Martin Luther, præst og superintendent. I 1544 blev det strategisk vigtige slot opgraderet til en fæstning af Moritz, kurfyrst af Sachsen. Tre år senere modstod den belejringen af kurfyrst Johan Frederik 1., kurfyrst af Sachsen i den schmalkaldiske krig .
Den 23. april 1639 blev byen invaderet af svenske tropper under den øverstkommanderende for den svenske hær, Johan Banér. Under den fem måneder lange belejring af fæstningen, som i sidste ende var forgæves, blev byen stærkt ødelagt. Omkring 600 mennesker blev myrdet (Pirnaisches Elend, lit. "Pirnas elendighed"). I omkring 1670, baseret på den seneste militære udvikling, blev Sonnenstein fæstningen bygget. Kun det kraftige stenværk eksisterer stadig i dag.  I 1707 havde Pirna gæld, der var relateret til den Den Store Nordiske Krig på mere end 100.000 thalere.

### Preussisk Pirna
Den 29. august 1756 flygtede den lille saksiske hær før preusserne, som havde invaderet uden at erklære krig, til niveauerne mellem Königstein-fæstningen og Sonnenstein-slottet og kapitulerede der den 16. oktober, to dage efter Sonnenstein overgav sig. I 1758 belejrede østrigske tropper og den kejserlige hær fæstningen.

### Napoleonske Pirna
En Tekstiltryk-fabrik til bomuldstryk åbnede som den første af sin slags i 1774. I 1811 åbnede lægen Ernst Gottlob Pienitz et meget stort sindssygehospital i Slot Sonnenstein. Men da franske tropper den 14. september 1813 besatte Sonnenstein, tvang de evakuering af 275 patienter, beslaglagde forsyninger og rev tagspærene ud for at fjerne en brandtrussel. I september 1813 boede kejser Napoleon midlertidigt på Marienhaus, der ligger ved markedet. Indtil Dresdens overgivelse den 11. november forsvarede franskmændene fæstningen. Først i februar 1814 kunne hospitalet for sindslidende åbne igen.

### Industriel revolution, det kejserlige Tyskland og Weimarrepublikken
I 1837 begyndte dampskibstrafikken på den øvre del af Elben. Et par år senere, i 1848, åbnede en jernbanelinje (Děčín–Dresden-Neustadt jernbane), der forbinder Dresden og Pirna. I 1894 åbnede en anden jernbanelinje, Pirna-Großcotta-jernbanen, der forbinder Pirna med Lohmgrund, et vigtigt sted for saksiske sandstensbrud. Den lukkede i 1999.

### Nationalsocialisme og Anden Verdenskrig
Fra begyndelsen af 1940 til slutningen af juni 1942 blev en del af det store psykiatriske hospital på Sonnenstein Slot omdannet til et eutanasi-drabscenter. Et gaskammer og et krematorium blev installeret i kælderen i det tidligere sanatorium for mænd (bygning C 16). En høj murstensvæg på to sider af komplekset skjulte hvad der foregik.
Fra slutningen af juni 1940 til september 1942 blev ca. 15.000 mennesker dræbt inden for rammerne af eutanasi, et ufrivilligt dødshjælpsprogram og Sonderbehandlung Action 14f13. Personalelisten bestod af omkring 100 personer. En tredjedel af dem blev omplaceret til udryddelseslejrene i det besatte Polen på grund af deres seneste erfaringer med bedrag, drab, gasning og forbrænding af mennesker. Der blev de trænet af de afdelinger, der var ansvarlige for organiseret drab i lejre som Treblinka.
Drabene ophørte, efter at lokalbefolkningen udøvede pres på myndighederne. I løbet af august og september 1942 blev drabscentret Sonnenstein lukket, og belastende installationer som gaskammerinstallationer og krematorieovne blev demonteret. Efter oktober 1942 blev bygningerne brugt som militærhospital.
Denne del af byens historie var stort set ikke anerkendt i Tyskland før 1989, men efter regimeskiftet, som skete i denne periode, begyndte bestræbelserne på at huske disse katastrofale begivenheder. I juni 2000 åbnede en permanent udstilling, og i dag er en lille mindetavle.
I slutningen af krigen fandt adskillige luftangreb sted hovedsageligt rettet mod banegården i Pirna og Děčín-Dresden jernbanen. Luftangrebet den 19. april 1945 ødelagde alle jernbanespor og også broen over Elben. Blandt de døde var over 200 civile.
I DDR-tiden og dets økonomiske model, en såkaldt planøkonomi, arbejdede folk for det meste i offentligt ejede virksomheder.
Blandt andet blev Pirna 014- turbiner til Baade 152 jetfly udviklet i DDR bygget hos VEB Strömungsmaschinen. Alle disse virksomheder fortsatte ikke med at eksistere længe efter genforeningen, fordi de ikke var konkurrencedygtige. Elben var stærkt forurenet af industrispildevand, især fra cellulosefiberfabrikken; svømning i floden var ikke længere muligt uden farer for helbredet.

### Efter genforeningen
Afindustrialiseringen efter den tyske genforening, uden fortilfælde i byens historie. Den umiddelbare overgang til markedsøkonomi førte til nedlukning af en betydelig del af byens industrivirksomheder. Alene i de tre største fabrikker gik mere end 5.000 arbejdspladser tabt i midten af 1990'erne som følge af lukning og likvidation af Treuhandanstalt. Der blev skabt nye job i servicebranchen, men disse kunne dog ikke alene kompensere for et så stort tab. Etableringen af nye arbejdspladser i fremstillingsindustrien viste sig at være vanskelig, ikke mindst på grund af manglen på en føderal motorvejsforbindelse.
I august 2002 led byen store skader under de omfattende oversvømmelser i Europa, og nåede sit højdepunkt den 16. august. To faktorer forværrede virkningen kraftigt: For det første fungerede den store jordstruktur, der understøttede jernbanen, som en dæmning, der fastholdt vandet både længere og højere på byernes side. For det andet var alle de butiksfacader, som var blevet renoveret efter foreningen, praktisk talt alle slags forseglede med hensyn til vandtæthed: oversvømmelsesvandet steg udenfor, mens butikkerne selv forblev tørre indeni; men da man nåede visse kritiske punkter, ødelagde vandets vægt pludselig disse butiksfacader, da vinduerne gik i stykker. Ironisk nok led ældre "utætte" butiksfacader ikke denne skæbne, da vandet byggede op i højden og dermed pressede lige meget på begge sider. Mens internationale medier hovedsageligt koncentrerede sig om indvirkningen på Dresden, var indvirkningen på Pirna forholdsmæssigt meget værre. Schöna og Bad Schandau var også hårdt ramt.
Den indre by og områderne tæt på Elben i Pirna blev igen ramt af alvorlige oversvømmelser af Elben i juni 2013, men den nåede ikke rekordniveauerne for oversvømmelsen i 2002. Den 5. juni 2013 skulle omkring 7.700 mennesker evakueres, og omkring 1000 bygninger var berørt af vandet.